# Kreodanthus
Kreodanthus là một chi nhỏ chứa các loài phong lan (họ Orchidaceae) thuộc phân họ Orchidoideae.
Đây là loài bản địa của Cuba và miền nam Mexico to Peru.

## Các loài
- Kreodanthus casillasii R.González (1995) (Mexico, El Salvador)
- Kreodanthus corniculatus (Rchb.f.) Garay (1977) (Cuba)
- Kreodanthus crispifolius Garay (1978) (Ecuador, Peru)
- Kreodanthus ecuadorensis Garay (1987) (Ecuador)
- Kreodanthus elatus (L.O.Williams) Garay (1977) (Venezuela)
- Kreodanthus loxoglottis (Rchb.f.) Garay (1977) (Guatemala)
- Kreodanthus myrmex Ormerod (2005) (Colombia)
- Kreodanthus ovatilabius (Ames & Correll) Garay (1977) (Mexico, Guatemala)
- Kreodanthus rotundifolius Ormerod (2005) (Amazonas - Peru)
- Kreodanthus secundus (Ames) Garay (1977) (Mexico, El Salvador)
- Kreodanthus simplex (C.Schweinf.) Garay (1977) (Peru)